# The Joanne World Tour
The Joanne World Tour – szósta trasa koncertowa amerykańskiej piosenkarki Lady Gagi, promująca jej piąty album studyjny, Joanne (2016). Trasa rozpoczęła się 1 sierpnia 2017 roku w Vancouver w Kanadzie, a zakończyła 1 lutego 2018 roku w Birmingham w Anglii. Po rozpoczęciu sprzedaży biletów różne koncerty w Europie i Ameryce Północnej szybko się wyprzedały, co skłoniło do dodatkowych dat na obu kontynentach. W skład zestawu koncertowego wchodziła scena główna z ruchomymi podestami, której towarzyszyły dwie sceny satelitarne oraz scena b. Podczas pokazów Gaga nosiła różne stroje, głównie inspirowane zachodnią, awangardą, i współpracowała z takimi projektantami, jak Alexander Wang i Norma Kamali. Cykl koncertów został uznany za „bardziej minimalistyczny” w porównaniu z poprzednimi trasami koncertowymi piosenkarki, ale zebrał pochwały za oprawę wizualną, umiejętności wokalne Gagi i jej kontakt z publicznością. Z powodu chronicznego bólu spowodowanego fibromialgią Gaga była zmuszona odwołać 10 ostatnich koncertów z cyklu koncertów. Trasa ostatecznie zarobiła 95 milionów dolarów z 842 000 sprzedanych biletów.

## Rozwój
Dwa tygodnie przed wydaniem piątego albumu studyjnego Lady Gagi, Joanne, w październiku 2016 roku, Lady Gaga rozpoczęła małą trasę promocyjną o nazwie Dive Bar Tour, która odwiedziła bary w Stanach Zjednoczonych.  24 października 2016 roku piosenkarka potwierdziła Howardowi Sternowi, że wyruszy również w światową trasę koncertową, aby kontynuować promocję płyty. Wyjaśniła, że rozpocznie się po jej występie podczas przerwy w meczu Super Bowl LI, który odbył się 5 lutego 2017 r.  Po Super Bowl Gaga ogłosiła Joanne World Tour, która rozpoczęła się 1 sierpnia 2017 r. w Vancouver Rogers Arena i potrwa do 18 grudnia 2017 r., kończąc się w Inglewood w Kalifornii, w miejscu The Forum, w sumie 60 koncertów w Ameryce Północnej i Południowej oraz Europie. 2 marca 2017 roku Coachella Valley Music and Arts Festival ogłosił Gagę jako główną gwiazdę festiwalu w Indio po tym, jak Beyoncé musiała odwołać swój występ z powodu ciąży. Billboard poinformował, że trasa rozpocznie się występami na Coachelli, cztery miesiące wcześniej niż pierwotnie oczekiwano.  Jednak w rozmowie z Entertainment Weekly, choreograf Gagi, Richard Jackson, potwierdził, że występy na Coachelli były przeznaczone wyłącznie na festiwal, a Joanne World Tour miałoby wyglądać zupełnie inaczej. Niemniej jednak elementy z występu na festiwalu, a także z występu w przerwie Super Bowl zostały zachowane i wykorzystane podczas trasy. Udział Gagi w festiwalu Rock in Rio w Brazylii miał być jedynym występem w Ameryce Południowej. Jednak z powodu hospitalizacji z powodu bólu ciała musiała odwołać koncert. 18 września 2017 r. Gaga przełożyła europejską część trasy koncertowej z powodu dalszego chronicznego bólu, który znosiła. Przesunięte daty zostały ogłoszone kilka tygodni później, aby ponownie rozpocząć je od 14 stycznia 2018 r. w Barcelonie i zakończyć 23 lutego 2018 r. w Niemczech. ednak z powodu silnego bólu spowodowanego fibromialgią Gaga była zmuszona odwołać pozostałe 10 koncertów swojej trasy koncertowej, która w konsekwencji zakończyła się w Birmingham 1 lutego 2018 roku.

## Produkcja

### Początki
Plany Joanne World Tour musiały zostać tymczasowo wstrzymane z powodu prób Coachelli. Jednak jego koncepcja była w fazie rozwoju od czasu Super Bowl, a próby rozpoczęły się po tym, jak Gaga zakończyła zdjęcia do A Star Is Born, jej pierwszej głównej roli jako aktorki. W lipcu 2017 roku Gaga powiedziała magazynowi Billboard, że ona i jej zespół omawiają proces selekcji piosenek, a także to, jakiej chcieliby choreografii w programie. Potwierdziła swoje plany wydawania większej ilości muzyki podczas tras koncertowych, jak na przykład samodzielny singiel „ The Cure ”, który został wydany po pierwszym występie na Coachelli. Gaga planowała również zagrać kolejny przystanek Dive Bar w Las Vegas w lipcu 2017 roku przed rozpoczęciem trasy. Piosenkarka wyjaśniła, że chciała mieć zwolnioną sekcję podczas Joanne World Tour, aby mogła „naprawdę połączyć się z każdą osobą w najbardziej intymny sposób, w jaki tylko mogę, tak jak w barze nurkowym”. Chciała także uczcić ofiary zamachu bombowego na Manchester Arena, do którego doszło w maju 2017 r., na każdym koncercie trasy. W lutym 2017 roku Gaga zaprezentowała lookbook na trasę, który będzie dostępny jako część towarów podczas trasy. Książka powstała we współpracy londyńskiego studia kreatywnego Lobster Eye i firmy merchandisingowej Bravado. Do stworzenia zdjęć zatrudnili fotografa Synchrodogs i stylistkę Darię Lagenberg. Modelki takie jak Stacy Koren i Daria Svertilova pozowały do zdjęć, które pokazały je w zestawie inspirowanym drewnem. Tania Shcheglova i Roman Noven z Synchrodogs wyjaśnili w wywiadzie dla Women's Wear Daily, że wyobrażali sobie kolorową estetykę zdjęć, mając całkowitą swobodę co do sposobu ich tworzenia. Chcąc połączyć zarówno „sztuczne, jak i naturalne elementy”, Synchrodogs wykorzystał ukraiński krajobraz jako tło do sesji zdjęciowej. owar składał się z naszyjników, szalików i T-shirtów, a Alexa Tietjen z Los Angeles Times skomentowała, że „Jeśli lookbook jest jakąkolwiek wskazówką, Joanne World Tour może być najmodniejszym jak dotąd Gagi”.  Zostały udostępnione do zakupu w sklepie odzieżowym Urban Outfitters od 19 maja 2017 r. Składająca się z T-shirtów z długimi i krótkimi rękawami oraz kurtek bomber, kolekcja zawierała 10 różnych artykułów dla mężczyzn i kobiet, z grafiką inspirowaną Joanne na ich.

### Scena

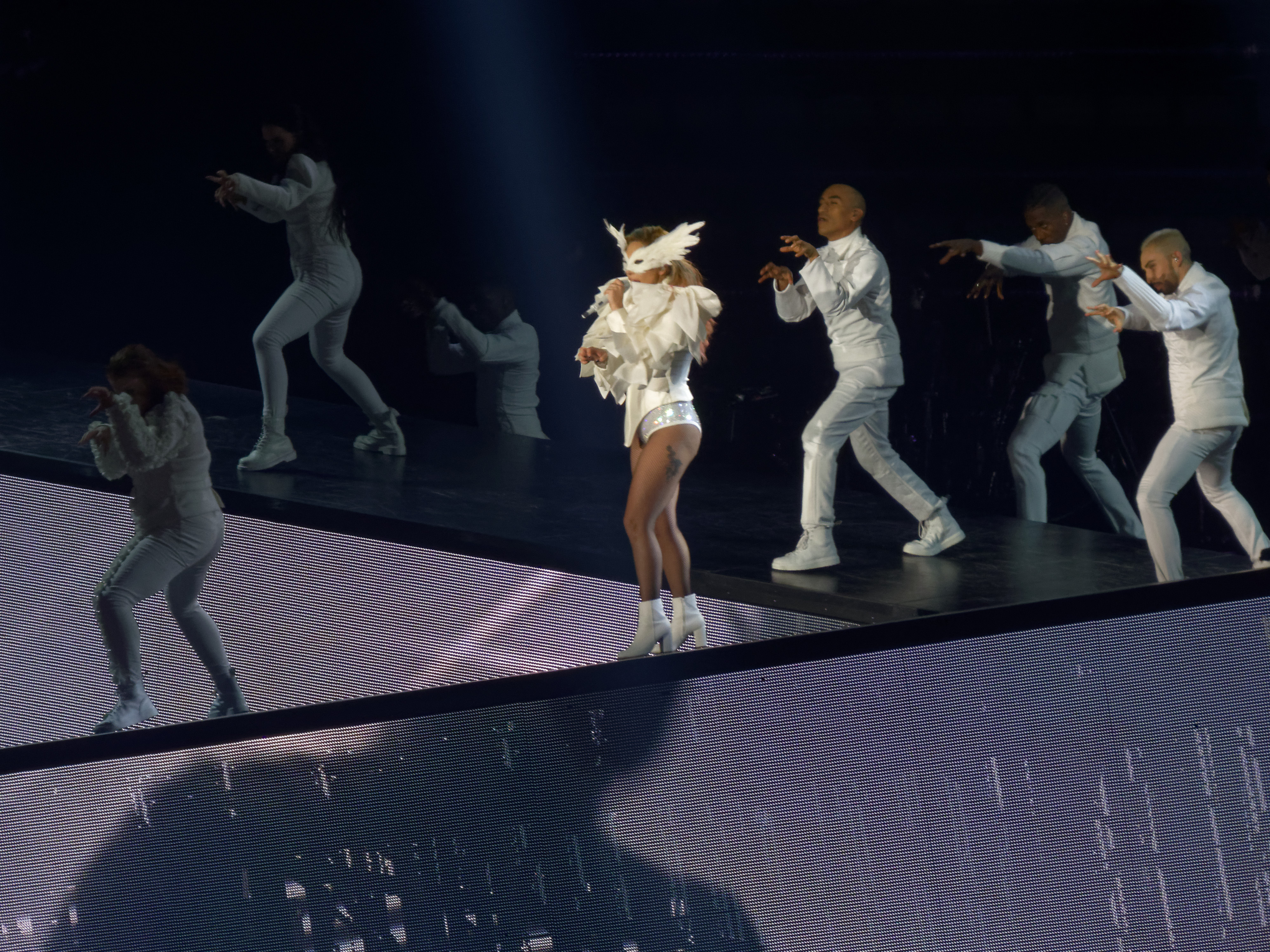
Lady Gaga wykonująca utwór "Bad Romance" na głównej scenie.

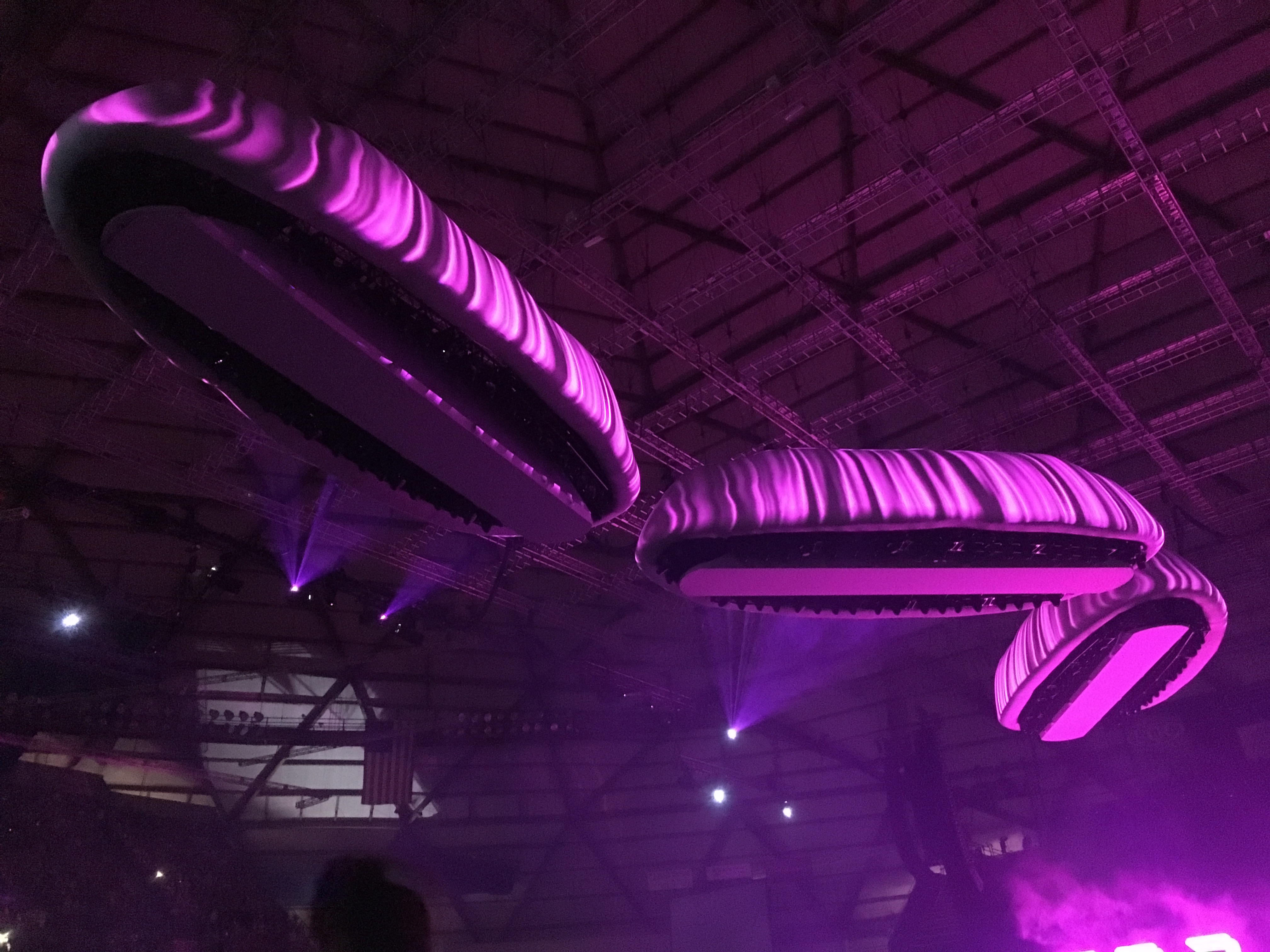
Mosty, które opadają, aby piosenkarka mogła dostać się na drugą scenę.

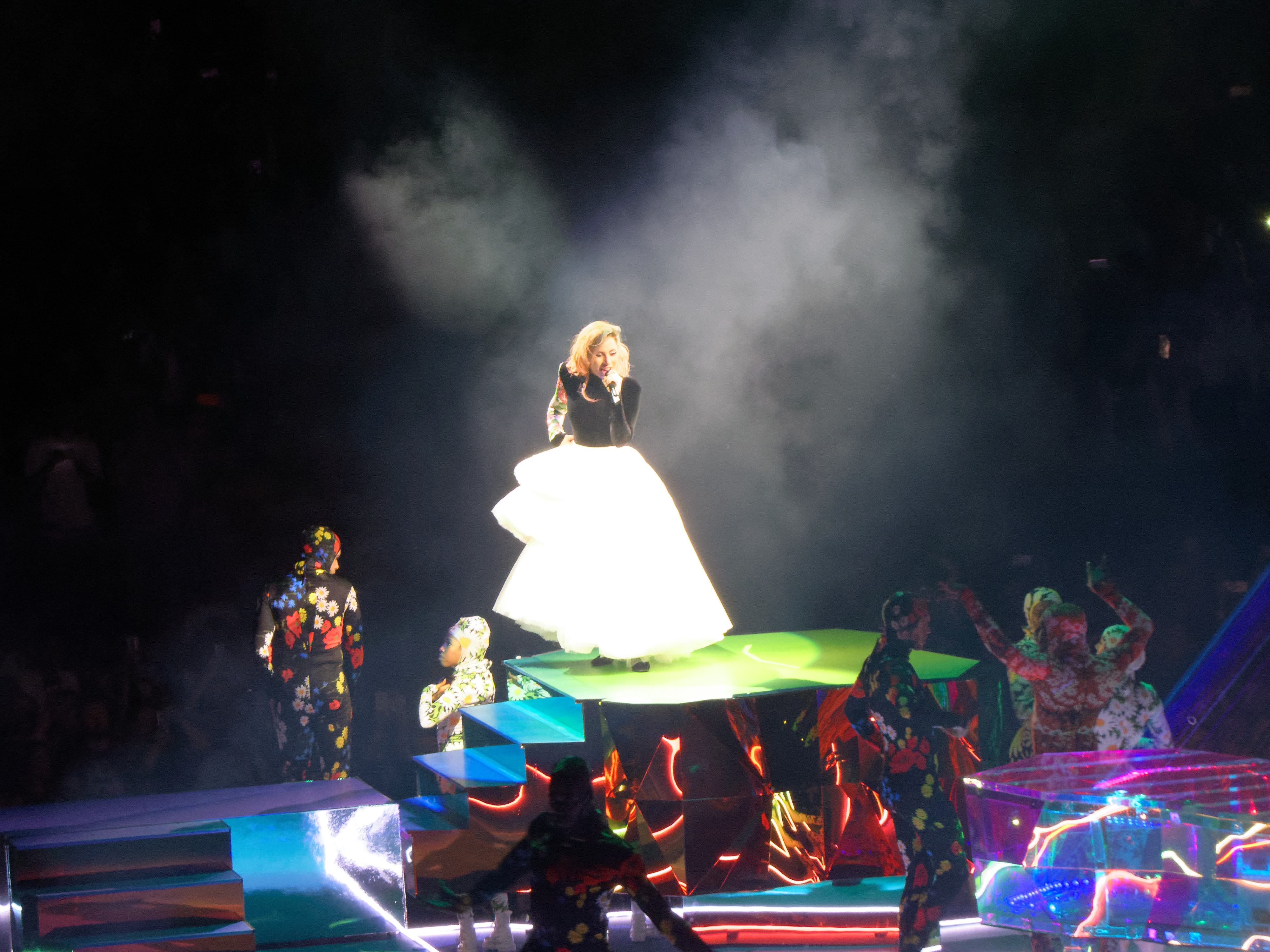
Lady Gaga wykonująca utwór "Born This Way" na drugiej scenie.

Gaga potwierdziła w lipcu 2017 roku, że scenografia została ukończona, a budowa trwa. Scena została przez nią uznana za inną niż wszystkie poprzednie konstrukcje wykonane na jej trasy koncertowe. Piosenkarka dodała również, że „oświetlenie odgrywa dużą rolę” na trasie. Główna scena została zbudowana we współpracy z Tait Inc. z kierownikiem produkcji Robertem „Hydro” Mullinem i kreatywnym projektantem LeRoyem Bennettem. Ma 26 m szerokości i towarzyszą mu dwie sceny satelitarne i scena B. Składa się z trzech ruchomych platform dla sprzętu inscenizacyjnego i pięciu wind dla wykonawców, które mogą poruszać się zgodnie ze sobą lub niezależnie w różnych konfiguracjach. Główne trzy wyciągi mają szerokość 5,2 m, a równolegle do nich ustawione są dwa inne wyciągi o długości 15 m. W sumie nadają scenie różne konfiguracje i kształty: podwyższone, płaskie, krzyżowe, ukośne lub schodkowe. Dodatkowo 18 m nad widownią znajdują się trzy nadmuchiwane piorunochrony z wyświetlaczami do projekcji wideo, które pełnią również funkcję mostów. Kiedy nie są używane do filmów, schodzą, aby połączyć główną scenę z okrągłymi scenami satelitarnymi i sceną b, umożliwiając artystom poruszanie się między nimi. Dzięki ruchomym platformom i scenie Gaga mogła przemierzać całą arenę i występować blisko publiczności. Sceny satelitarne składały się również z dwóch wind hydraulicznych o wysokości 3,0 m, które podniosły piosenkarza, aby dołączył do platformy na scenie B. Tait zaprojektował również podświetlane laserowo pianino w kształcie serca. Został ozdobiony 44 wiązkami laserowymi, które oświetlały arenę i sekwencjonowały z klawiszami na pianinie. Akrylowe pianino o przekątnej 1,25 cala zostało ulepszone poprzez dodanie mieszanki dichroicznej folii poliwęglanowej, dzięki czemu lepiej odbija promienie. Przed rozpoczęciem trasy Gaga mówiła o możliwości grania nowych piosenek podczas serii koncertów, mówiąc, że jest to „absolutnie” jej zamiarem. Później dodała jednak, że ze względu na scenografię taka możliwość jest mniej prawdopodobna. Powiedziała, że „ten program jest w rzeczywistości niezwykle złożony i skomplikowany, a scena jest zakodowana za pomocą komputera. Jest intensywny, a wszystkie wskazówki muszą zostać spełnione w określonym czasie. Za kulisami panuje duży stres i napięcie, aby upewnić się, że wszystko dzieje się dokładnie w momencie, w którym powinien. Więc setlista może się trochę zmienić, ale głównie przychodzisz zobaczyć utwór, który dla ciebie stworzyliśmy ”.

### Projekty kostiumów
Podobnie jak na poprzednich trasach koncertowych piosenkarki, pokaz podzielony był na oddzielne akty, z których każdy poprzedzony był przebieraniem się piosenkarki w inny strój. Chociaż Gaga nie udostępniła żadnych szkiców ani szczegółów dotyczących kostiumów przed rozpoczęciem trasy, doniesiono, że do zaprojektowania kostiumów i rekwizytów dla Gagi i tancerzy wykorzystano prawie 50 000 kryształów Swarovskiego.  Sarah Tanno, która pracowała jako wizażystka podczas "The Joanne world tour", ujawniła, że kryształy zostały nawet użyte na oczach Gagi . Pierwszym strojem, który nosiła, był czarny trykot z frędzlami i ciężkimi haftami, ozdobiony klejnotami i ozdobiony kryształowymi cekinami.  Strój został wykonany na jej zamówienie przez Alexandra Wanga, który zainspirował się „niesamowitą energią Gagi” i „zachodnim duchem”, „a także jej przemianą w Joanne” . Gaga pojawiła się później na scenie w innych stylizacjach „inspirowanych Zachodem”. Dla jednego z nich Gaga założyła czarną kurtkę ze skórzanymi frędzlami, a także czarne buty do uda, kabaretki i czarny kapelusz. Zdejmując kurtkę, była widziana w wyciętym body z siateczki. Inny strój „kowbojki” składał się z kapelusza z szerokim rondem i białej, ręcznie malowanej marynarki z frędzlami, która zawierała tytuły piosenek i albumów z jej poprzedniej dyskografii oraz teksty z utworu „Perfect Illusion" Do występu, który obejmował nową wersję charakterystycznego rekwizytu Gagi „ disco-stick ” z pokazu Super Bowl LI przebrała się również w jasnoniebieskie skórzane body z długimi rękawami i poduszkami na ramionach oraz kozaki do kolan.  Kolejnym strojem było czarne aksamitne body z rękawami ozdobionymi różami i niestandardowe czarne aksamitne botki na obcasie klockowym zaprojektowane przez Giuseppe Zanottiego, które później uzupełniono białą balową spódnicą. Gaga ubrała się później w odważną czerwoną kurtkę puchową Norma Kamali „śpiwór” z trenem o długości 10 metrów i maską na oczy. Po zdjęciu płaszcza Gaga zaczęła występować w czerwonym skórzanym body i skórzanych butach z frędzlami. Miała też na sobie geometryczną białą kurtkę z wieloma kokardkami na obu ramionach, uzupełnioną pierzastą maską maskaradową i drugim zestawem szpilek Giuseppe Zanotti z kryształowym paskiem na kostce.  Zespół został porównany do wyglądu Gagi z epoki The Fame Monster. Później zdjęła kurtkę, odsłaniając pod spodem błyszczący trykot z długimi rękawami i sztucznym dekoltem. Na bis Gaga włożyła lśniący, zdobiony kryształkami szlafrok i ten sam różowy kapelusz zaprojektowany przez modystkę Gladys Tamez, który widnieje na  okładce albumu Joanne.

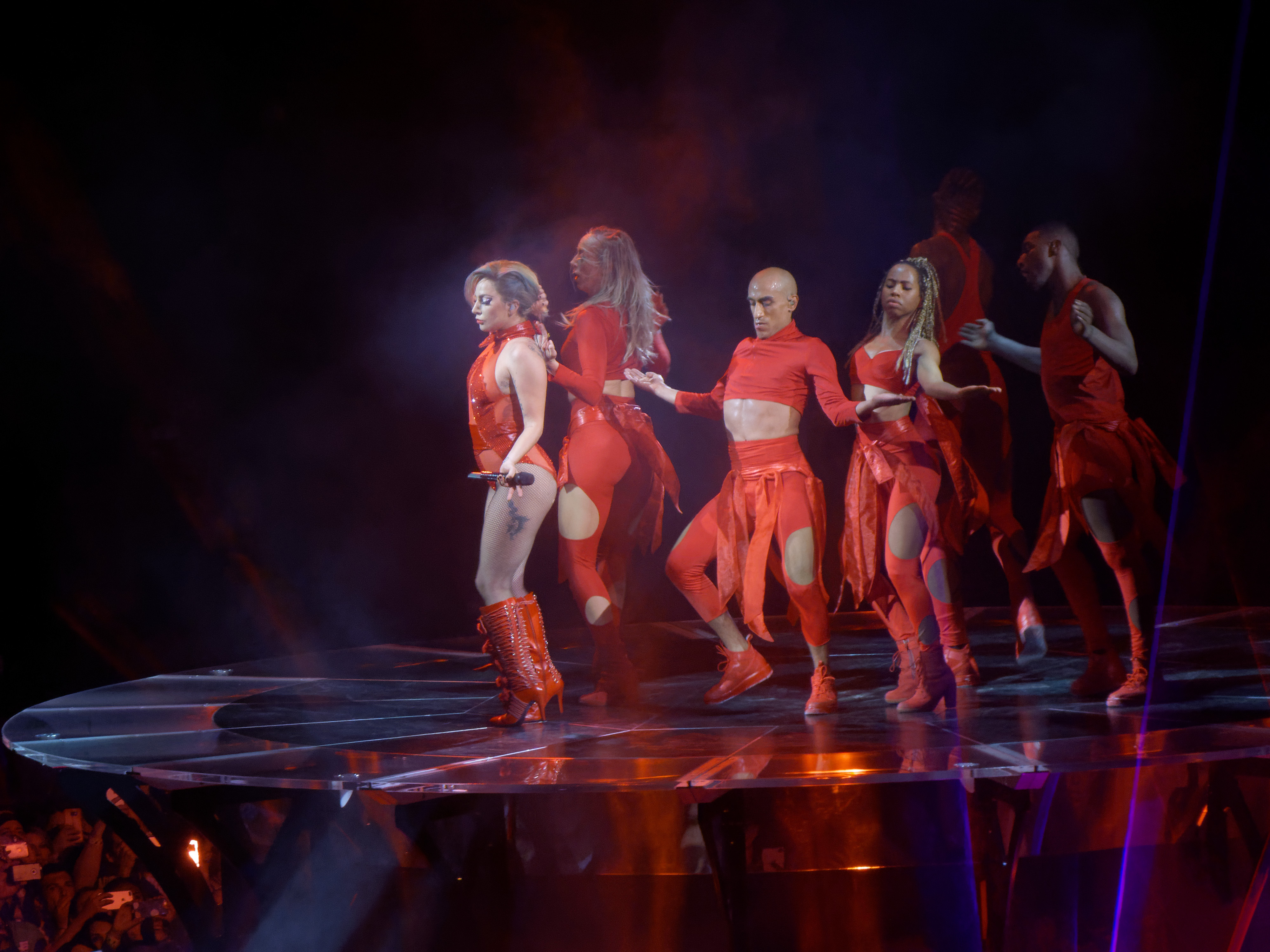
Lady Gaga wykonująca utwór "Dancin in circles"

## Streszczenie koncertu

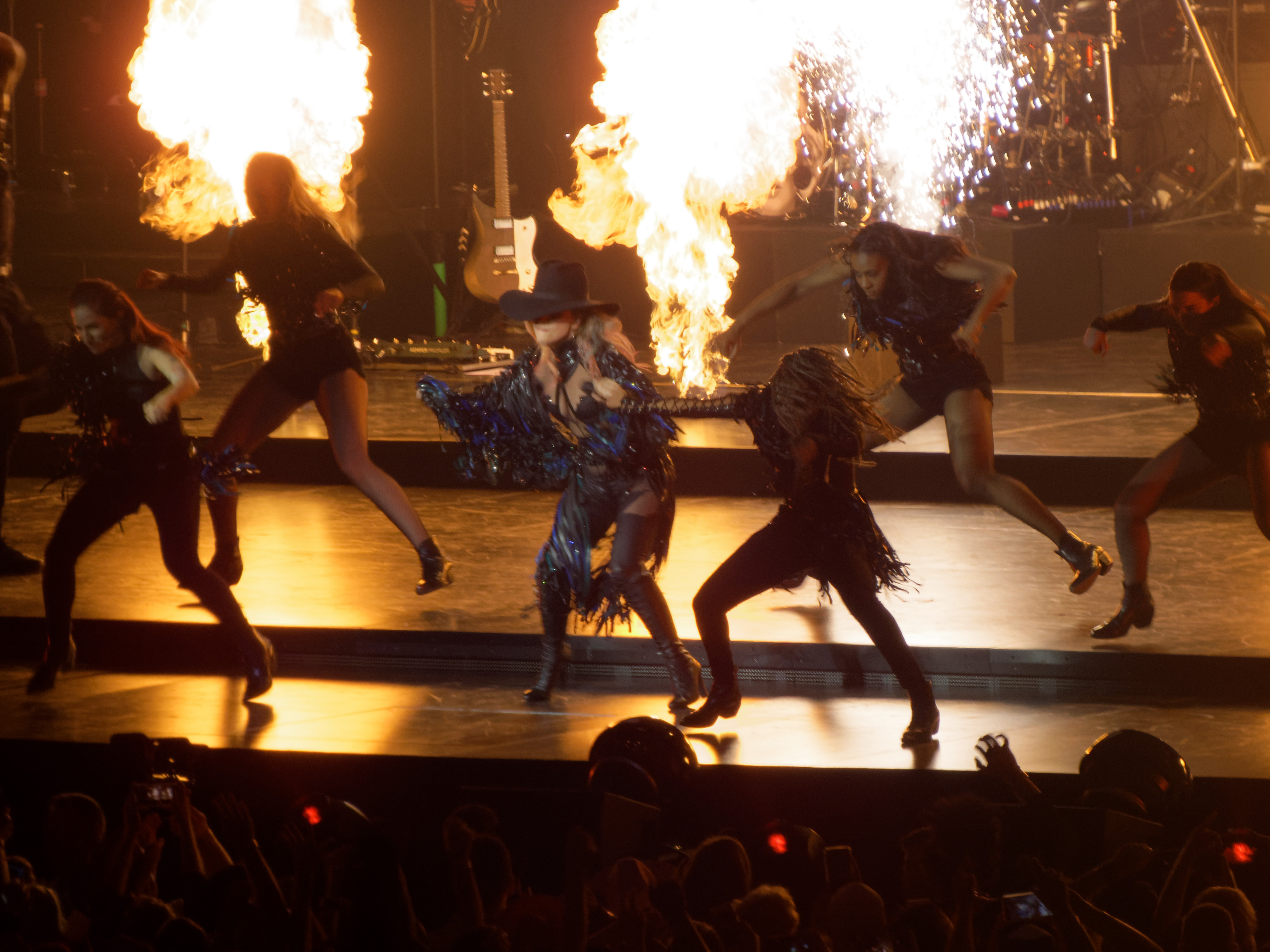
Lady Gaga wykonująca utwór "John Wayne"

Spektakl rozpoczyna się odliczaniem wyświetlanym na dużym ekranie, z powtarzającym się z głośników wersem „Don't call me Gaga”. Po tym, jak Gaga krzyczy, że zamiast tego chce nazywać się Joanne, zaczyna wykonywać „Diamond Heart”, stojąc wyłącznie na podwyższeniu ze stojakiem na mikrofon. Następnie przechodzi do śpiewania „ A-Yo ”, grając na gitarze, a jej tancerze i gitarzyści również pojawiają się na scenie. [35] Następnie przedstawienie kontynuuje choreograficzny występ „ Poker Face ” z jej tancerzami ubranymi w czarne, skórzane kostiumy w stylu kowbojskim. Pierwszy akt spektaklu zamyka „ Doskonała iluzja ”, po którym następuje przerywnik wideo, w którym Gaga jeździ zabytkowym kabrioletem, wypuszczając różowy dym. „ Johna Wayne'a” jest wykonywana z efektami pirotechnicznymi wraz z jej tancerzami. Następnie na podwyższeniu odbywa się „ Scheiße ”. Po kolejnym przerywniku wideo, przedstawiającym piosenkarkę z rogami nosorożca, Gaga pojawia się na scenie, grając swój keytar do „ Just Dance ”. „ LoveGame ” i „ Telefon ” podążają za występem, przy czym ta pierwsza używa swojego charakterystycznego disco-sticka. Podczas „ Applause ” trzy piorunochrony, które były używane do projekcji wideo, są opuszczane, tworząc pomosty dla Gagi i jej tancerzy do przejścia między scenami b, umożliwiając im dotarcie do fortepianu pod koniec utworu. Tutaj Gaga wygłasza przemówienie do tłumu, a następnie zaczyna śpiewać na pianinie „Come to Mama” i „ The Edge of Glory ”." w towarzystwie kolorowych efektów świetlnych Po kolejnym przerywniku wideo, Gaga powraca, by zaśpiewać „ Bloody Mary ” w czerwonej sukience z puchowego płaszcza, która w „Dancin 'in Circles” zmienia się w czerwone body. Następnie Gaga wykonuje „ Paparazzi ”, przedstawiając choreografię bitwy na scenie, pokazując kogoś śledzonego i zamordowanego. Słychać syreny karetki pogotowia i wyświetlany jest krzyż z czerwonym i niebieskim tłem, gdy jedna z kapsuł jest podnoszona, zawierająca ją. Następnie program przechodzi do „Angel Down”, gdy kapsuła, w której znajdowała się Gaga, teraz w białej marynarce z frędzlami i brązowawym kapeluszu z piórkiem, zostaje opuszczona do połowy. Następnie Gaga schodzi na platformę, aby opowiedzieć publiczności historię o swojej zmarłej ciotce, Joanne Germanotta, po czym siada na stołku,utwór tytułowy. Ostatni odcinek zaczyna się od „ Bad Romance ”, w którym Gaga i jej tancerze są ubrani na biało, po czym następuje „ The Cure ” z pełną choreografią. Ukłoniła się i opuściła scenę, by po kilku minutach wrócić na bis, ubrana w długą srebrną błyszczącą kurtkę połączoną z charakterystycznym różowym kapeluszem.  Piosenkarka śpiewa przy fortepianie utwór "Million Reasons". Przedstawienie kończy się zniknięciem Gagi pod sceną, pozostawiając różowy kapelusz na stołku fortepianu. 

## Wydajność komercyjna trasy

### Sprzedaż biletów
Według Live Nation, wszystkie daty koncertów w ramach trasy miały podane bilety wstępu ogólnego, jak również bilety z zarezerwowanymi miejscami. Specjalne przywileje otrzymali posiadacze kart bankowych Citi, którzy mieli możliwość skorzystania z przedsprzedaży w miastach takich jak Los Angeles i Filadelfia, chociaż obowiązywał limit 8 biletów na transakcję dla każdego kupującego. Za każdy sprzedany bilet na koncerty w Stanach Zjednoczonych Live Nation ogłosiło również, że 1 USD zostanie przekazane fundacji Gagi Born This Way Foundation. Firma ogłosiła, że 13 lutego 2017 r. Wprowadzono duże zapotrzebowanie na bilety w Ameryce Północnej i Europie. Wszystkie daty na część północnoamerykańską zostały natychmiast wyprzedane, co doprowadziło do dodania drugorzędnych dat w miastach takich jak Las Vegas, Inglewood, Toronto i Filadelfii, a także w Citi Field w Nowym Jorku i Fenway Park w Bostonie. Zgłoszono kolejne wyprzedane koncerty między innymi w Tacoma, Omaha, Vancouver, Edmonton, San Francisco, Chicago i Montrealu. Podobny popyt zaobserwowano w Europie, gdzie bilety trafiły do sprzedaży trzy dni wcześniej, co doprowadziło do wyprzedania biletów. Barcelona, Birmingham, Londyn i Paryż zostały natychmiast wyprzedane, a Live Nation szybko ogłosiło dodatkowe daty. Billboard ujawnił pierwsze wyniki w Ameryce Północnej podczas trasy koncertowej w sierpniu 2017 r. Całkowity dochód brutto wyniósł 8,7 miliona dolarów, przy 78 530 sprzedanych biletach z czterech wyprzedanych koncertów. Pokazy w Inglewood's The Forum zapewniły zarówno najwyższą sprzedaż brutto, jak i biletów ze zgłoszonych programów, przynosząc 3,6 miliona dolarów dochodu przy frekwencji 28 567. Pierwszy amerykański koncert, który odbył się w Tacoma Dome w Tacoma, przyniósł najwyższą sprzedaż i frekwencję wśród aren, w których odbył się tylko jeden koncert, przynosząc 2,1 miliona dolarów dochodu i 19 296 widzów - wzrost o 36% zarówno w sprzedaży brutto, jak i sprzedaży biletów w porównaniu do jej poprzedniej trasie "Born This Way Ball"  na arenie. Bob Allen z magazynu odnotował 72% wzrost cen najdroższych biletów na miejscu w porównaniu z Born This Way Ball — ze 175 dolarów do 251 dolarów. Trasa zarobiła kolejne 11,9 miliona dolarów brutto i była artystką z najlepszymi wynikami box-score w kolejnych opublikowanych sumach w Billboard, ze 103 162 sprzedanymi biletami. Gdy pierwszy etap dobiegł końca, Billboard odnotował łączną kwotę 52 milionów dolarów, z ponad 440 000 sprzedanymi biletami i łącznie 20 wyprzedanymi koncertami. Pokazy na stadionie wynosiły średnio 36 500 na koncert, podczas gdy na arenach średnio 15 800. Ta ostatnia była wyższa niż średnia z jej poprzednich tras koncertowych: ArtRave: The Artpop Ball (2014) miał średnio 12 300 widzów, podczas gdy Born This Way Ball (2012–2013) zebrał 12 400 osób w ciągu 10 miesięcy.  Pollstar ujawnił, że część północnoamerykańska zarobiła łącznie 85,7 miliona dolarów, sprzedając 737 155 biletów. Trasa została sklasyfikowana pod numerem 14 na Pollstar w zestawienie 100 najlepszych światowych tras koncertowych 2017 roku na koniec roku, ze średnią 2,45 miliona dolarów brutto z ponad 35 zgłoszonych dat.

## Lista utworów

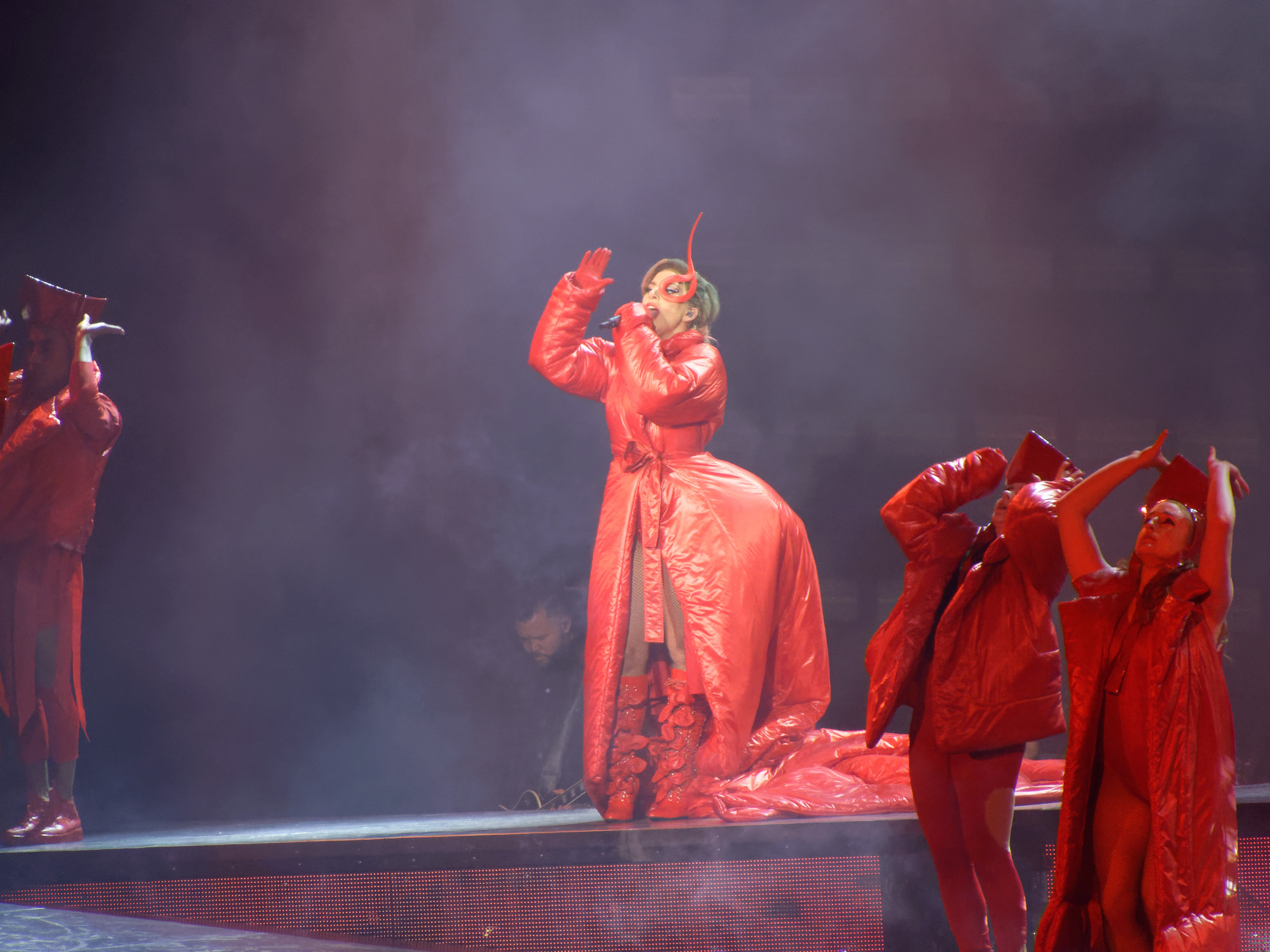
Artystka wykonując utwór "Bloody Mary".

### Akt I

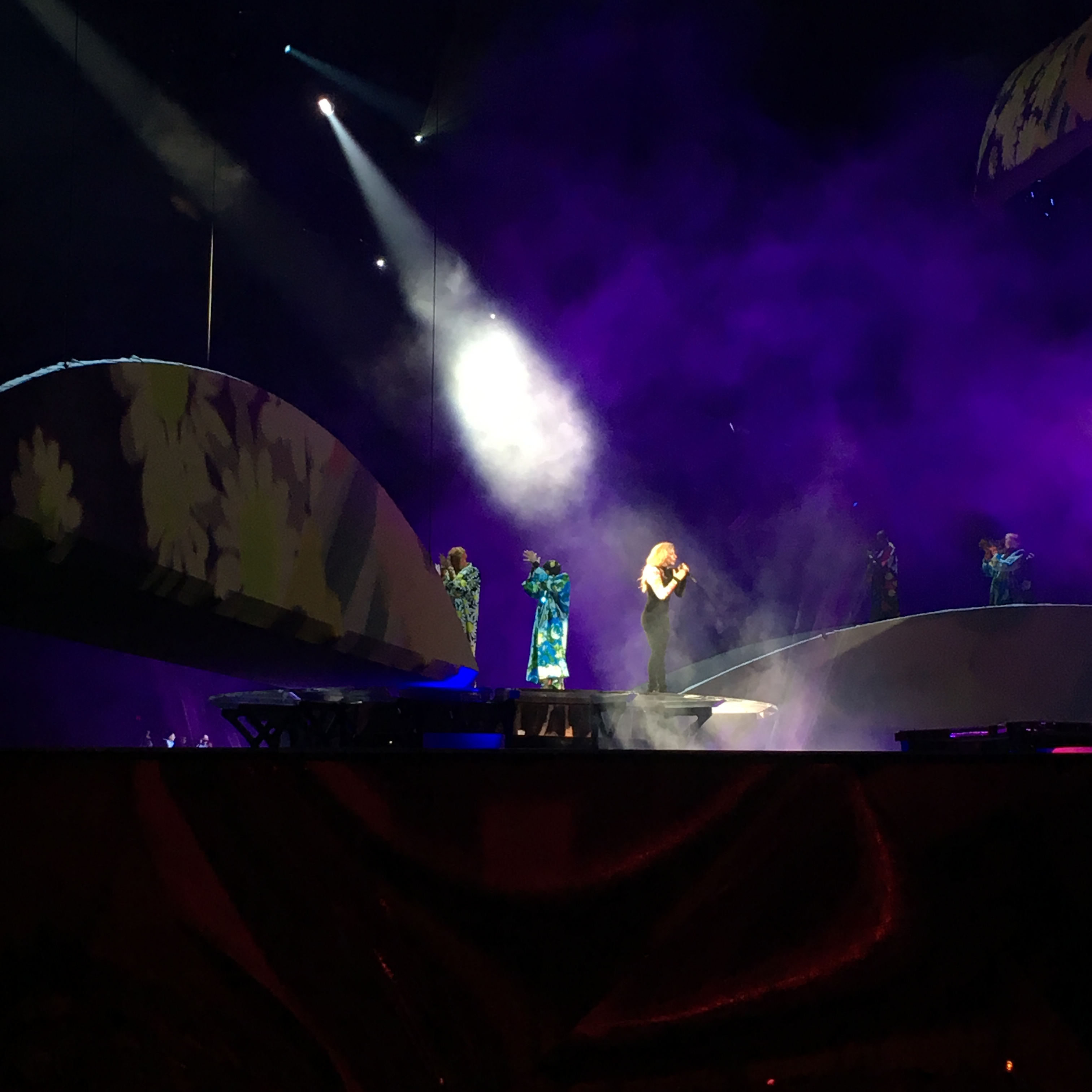
Piosenkarka wykonując piosenkę "Applause" na platformach pomiędzy mostami.

1. Diamond Heart
2. A-YO
3. Poker Face
4. Perfect Illusion

### Akt II
1. John Wayne
2. Scheiße
3. Alejandro

### Akt III
1. Just Dance
2. LoveGame
3. Telephone

### Akt IV
1. Applause
2. Come To Mama
3. The Edge Of Glory (akustycznie)
4. Born This Way

### Akt V

Piosenkarka wykonująca utwór "Million Reasons" na zakończenie koncertu.

1. Bloody Mary
2. Dancin’ In CirclesPiosenkarka wykonująca utwór "Million Reasons" na zakończenie koncertu.
3. Paparazzi

### Akt VI
1. Angel Down
2. Joanne

### Akt VII
1. Bad Romance
2. The Cure

## Lista koncertów[41][42][42][42][35]
| Data                   | Miejscowość    | Państwo           | Support         | Obiekt                   | Sprzedane bilety         | Dochód      |
| Ameryka Północna       |                |                   |                 |                          |                          |             |
| 1 sierpnia 2017(dts)   | Vancouver      | Kanada            | N/A             | Rogers Arena             | 15,665 / 15,665          | $1,430,667  |
| 3 sierpnia 2017(dts)   | Edmonton       | Kanada            | N/A             | Rogers Place             | 15,002 / 15,002          | $1,466,718  |
| 5 sierpnia 2017(dts)   | Tacoma         | Stany Zjednoczone | N/A             | Tacoma Dome              | 19,296 / 19,296          | $2,158,960  |
| 8 sierpnia 2017(dts)   | Inglewood      | Stany Zjednoczone | N/A             | Kia Forum                | 28,567 / 28,567          | $3,633,410  |
| 9 sierpnia 2017(dts)   | Inglewood      | Stany Zjednoczone | N/A             | Kia Forum                | 28,567 / 28,567          | $3,633,410  |
| 11 sierpnia 2017(dts)  | Las Vegas      | Stany Zjednoczone | N/A             | T-Mobile Arena           | 15,893 / 15,893          | $2,139,858  |
| 13 sierpnia 2017(dts)  | San Francisco  | Stany Zjednoczone | DJ White Shadow | AT&T Park                | 39,225 / 39,225          | $4,674,972  |
| 15 sierpnia 2017(dts)  | Sacramento     | Stany Zjednoczone | N/A             | Golden 1 Center          | 15,546 / 15,546          | $1,663,263  |
| 19 sierpnia 2017(dts)  | Omaha          | Stany Zjednoczone | N/A             | CenturyLink Center       | 15,886 / 15,886          | $1,693,038  |
| 21 sierpnia 2017(dts)  | Saint Paul     | Stany Zjednoczone | N/A             | Xcel Energy Center       | 16,612 / 16,612          | $1,813,406  |
| 23 sierpnia 2017(dts)  | Cleveland      | Stany Zjednoczone | N/A             | Quicken Loans Arena      | 15,552 / 15,552          | $1,622,428  |
| 25 sierpnia 2017(dts)  | Chicago        | Stany Zjednoczone | DJ White Shadow | Wrigley Field            | 41,847 / 41,847          | $5,213,820  |
| 28 sierpnia 2017(dts)  | Nowy Jork      | Stany Zjednoczone | DJ White Shadow | Citi Field               | 69,978 / 69,978          | $9,520,390  |
| 29 sierpnia 2017(dts)  | Nowy Jork      | Stany Zjednoczone | DJ White Shadow | Citi Field               | 69,978 / 69,978          | $9,520,390  |
| 1 września 2017(dts)   | Boston         | Stany Zjednoczone | DJ White Shadow | Fenway Park              | 67,660 / 67,660          | $8,111,672  |
| 2 września 2017(dts)   | Boston         | Stany Zjednoczone | DJ White Shadow | Fenway Park              | 67,660 / 67,660          | $8,111,672  |
| 6 września 2017(dts)   | Toronto        | Kanada            | N/A             | Air Canada Centre        | 31,526 / 31,526          | $3,328,841  |
| 7 września 2017(dts)   | Toronto        | Kanada            | N/A             | Air Canada Centre        | 31,526 / 31,526          | $3,328,841  |
| 10 września 2017(dts)  | Filadelfia     | Stany Zjednoczone | N/A             | Wells Fargo Center       | 32,296 / 32,296          | $3,629,942  |
| 11 września 2017(dts)  | Filadelfia     | Stany Zjednoczone | N/A             | Wells Fargo Center       | 32,296 / 32,296          | $3,629,942  |
| Ameryka Północna       |                |                   |                 |                          |                          |             |
| 3 listopada 2017(dts)  | Montreal       | Kanada            | N/A             | Bell Center              | 17,946 / 17,946          | $1,525,732  |
| 5 listopada 2017(dts)  | Indianapolis   | Stany Zjednoczone | N/A             | Bankers Life Fieldhouse  | 15,375 / 15,375          | $1,606,010  |
| 7 listopada 2017(dts)  | Detroit        | Stany Zjednoczone | N/A             | Little Caesars Arena     | 15,550 / 15,550          | $1,712,378  |
| 9 listopada 2017(dts)  | Uncasville     | Stany Zjednoczone | N/A             | Mohegan Sun Arena        | 15,394 / 15,394          | $1,784,100  |
| 11 listopada 2017(dts) | Uncasville     | Stany Zjednoczone | N/A             | Mohegan Sun Arena        | 15,394 / 15,394          | $1,784,100  |
| 13 listopada 2017(dts) | Louisville     | Stany Zjednoczone | N/A             | KFC Yum! Center          | 17,997 / 17,997          | $1,959,814  |
| 15 listopada 2017(dts) | Kansas City    | Stany Zjednoczone | N/A             | Sprint Center            | 15,117 / 15,117          | $1,612,710  |
| 16 listopada 2017(dts) | Saint Louis    | Stany Zjednoczone | N/A             | Scottrade Center         | 16,343 / 16,343          | $1,577,704  |
| 19 listopada 2017(dts) | Waszyngton     | Stany Zjednoczone | N/A             | Verizon Center           | 15,288 / 15,288          | $1,901,754  |
| 20 listopada 2017(dts) | Pittsburgh     | Stany Zjednoczone | N/A             | PPG Paints Arena         | 15,228 / 15,228          | $1,641,888  |
| 28 listopada 2017(dts) | Atlanta        | Stany Zjednoczone | N/A             | Philips Arena            | 12,155 / 12,155          | $1,615,820  |
| 30 listopada 2017(dts) | Miami          | Stany Zjednoczone | N/A             | American Airlines Arena  | 14,738 / 14,738          | $1,776,734  |
| 1 grudnia 2017(dts)    | Tampa          | Stany Zjednoczone | N/A             | Amalie Arena             | 15,170 / 15,170          | $1,627,766  |
| 3 grudnia 2017(dts)    | Houston        | Stany Zjednoczone | N/A             | Toyota Center            | 13,100 / 13,100          | $1,712,302  |
| 5 grudnia 2017(dts)    | Austin         | Stany Zjednoczone | N/A             | Frank Erwin Center       | 12,981 / 12,981          | $1,437,660  |
| 8 grudnia 2017(dts)    | Dallas         | Stany Zjednoczone | N/A             | American Airlines Center | 15,047 / 15,047          | $1,771,939  |
| 9 grudnia 2017(dts)    | Oklahoma City  | Stany Zjednoczone | N/A             | Chesapeake Energy Arena  | 14,072 / 14,072          | $1,512,444  |
| 12 grudnia 2017(dts)   | Denver         | Stany Zjednoczone | N/A             | Pepsi Center             | 15,852 / 15,852          | $1,620,472  |
| 14 grudnia 2017(dts)   | Salt Lake City | Stany Zjednoczone | N/A             | Vivint Smart Home Arena  | 12,688 / 12,688          | $1,425,214  |
| 16 grudnia 2017(dts)   | Las Vegas      | Stany Zjednoczone | N/A             | T-Mobile Arena           | 14,478 / 14,478          | $2,163,880  |
| 18 grudnia 2017(dts)   | Inglewood      | Stany Zjednoczone | N/A             | Kia Forum                | 13,282 / 13,282          | $1,707,064  |
| Europa                 |                |                   |                 |                          |                          |             |
| 14 stycznia 2018(dts)  | Barcelona      | Hiszpania         | N/A             | Palau Sant Jordi         | 28,918 / 28,918          | $2,113,298  |
| 16 stycznia 2018(dts)  | Barcelona      | Hiszpania         | N/A             | Palau Sant Jordi         | 28,918 / 28,918          | $2,113,298  |
| 18 stycznia 2018(dts)  | Mediolan       | Włochy            | N/A             | Mediolanum Forum         | 11,170 / 11,170          | $1,109,390  |
| 20 stycznia 2018(dts)  | Amsterdam      | Holandia          | N/A             | Ziggo Dome               | 15,397 / 15,397          | $1,465,089  |
| 22 stycznia 2018(dts)  | Antwerpia      | Belgia            | N/A             | Sportpaleis              | 15,533 / 15,533          | $1,435,452  |
| 24 stycznia 2018(dts)  | Hamburg        | Niemcy            | N/A             | Barclaycard Arena        | 10,587 / 10,587          | $1,055,950  |
| 31 stycznia 2018(dts)  | Birmingham     | Wielka Brytania   | N/A             | Arena Birmingham         | 12,456 / 12,456          | $1,138,126  |
| 1 lutego 2018(dts)     | Birmingham     | Wielka Brytania   | N/A             | Genting Arena            | 9,522 / 9,522            | $799,708    |
| Total                  | Total          | Total             | Total           | Total                    | 841,935 / 841,935 (100%) | $94,911,783 |

## Odwołane koncerty
| Data                  | Miejscowość    | Państwo         | Obiekt              | Powód odwołania                               |
| --------------------- | -------------- | --------------- | ------------------- | --------------------------------------------- |
| 15 września 2017(dts) | Rio de Janeiro | Brazylia        | Rock In Rio         | Hospitalizacja spowodowana przez fibromialgię |
| 4 lutego 2018(dts)    | Londyn         | Wielka Brytania | O2 Arena            | Ból spowodowany fibromialgią                  |
| 6 lutego 2018(dts)    | Manchester     | Wielka Brytania | Manchester Arena    | Ból spowodowany fibromialgią                  |
| 8 lutego 2018(dts)    | Londyn         | Wielka Brytania | O2 Arena            | Ból spowodowany fibromialgią                  |
| 11 lutego 2018(dts)   | Zurych         | Szwajcaria      | Hallenstadion       | Ból spowodowany fibromialgią                  |
| 13 lutego 2018(dts)   | Kolonia        | Niemcy          | Lanxess Arena       | Ból spowodowany fibromialgią                  |
| 15 lutego 2018(dts)   | Sztokholm      | Szwecja         | Ericsson Globe      | Ból spowodowany fibromialgią                  |
| 17 lutego 2018(dts)   | Kopenhaga      | Dania           | Royal Arena         | Ból spowodowany fibromialgią                  |
| 20 lutego 2018(dts)   | Paryż          | Francja         | AccorHotels Arena   | Ból spowodowany fibromialgią                  |
| 21 lutego 2018(dts)   | Paryż          | Francja         | AccorHotels Arena   | Ból spowodowany fibromialgią                  |
| 23 lutego 2018(dts)   | Berlin         | Niemcy          | Mercedes-Benz Arena | Ból spowodowany fibromialgią                  |